# ПроТур UCI 2010
6-й сезон ПроТура UCI — велошоссейного сезонного турнира 2010 года.

## Обзор сезона
В соревнованих впервые приняли участие созданные перед началом сезона американская команда Team RadioShack и британская Team Sky взамен лишившихся лицензий ProTeam французских велокоманд Bbox Bouygues Telecom и Cofidis, которые стали проконтинентальными командами.
Впервые в состав тура вошли североамериканские однодневные велогонки проводящиеся на территории Канады Гран-при Квебека и Гран-при Монреаля.

## Участники

### UCI ProTeams
| Код | Официальное название команды      | Страна лицензии | Велосипед        | Групп-сет | Колёса |
| --- | --------------------------------- | --------------- | ---------------- | --------- | ------ |
| ALM | Ag2r–La Mondiale                  | Франция         | Kuota            |           |        |
| AST | Astana                            | Казахстан       | Specialized      |           |        |
| EUS | Euskaltel-Euskadi                 | Испания         | Orbea            |           |        |
| FDJ | Française des Jeux FDJ (с 1 июля) | Франция         | Lapierre         |           |        |
| FOT | Footon-Servetto-Fuji              | Испания         | Fuji             |           |        |
| GCE | Caisse d'Epargne                  | Испания         | Pinarello        |           |        |
| GRM | Garmin-Transitions                | США             | Felt             |           |        |
| KAT | Team Katusha                      | Россия          | Ridley           |           |        |
| LAM | Lampre-Farnese Vini               | Италия          | Wilier Triestina |           |        |
| LIQ | Liquigas-Doimo                    | Италия          | Cannondale       |           |        |
| MRM | Team Milram                       | Германия        | Focus            |           |        |
| OLO | Omega Pharma-Lotto                | Бельгия         | Canyon           |           |        |
| QST | Quick Step                        | Бельгия         | Eddy Merckx      |           |        |
| RAB | Rabobank                          | Нидерланды      | Giant            |           |        |
| RSH | Team RadioShack                   | США             | Trek             |           |        |
| SAX | Saxo Bank                         | Дания           | Specialized      |           |        |
| SKY | Sky Procycling                    | Великобритания  | Pinarello        | Shimano   |        |
| THR | Team HTC-Columbia                 | США             | Scott            |           |        |

## Регламент
Результаты всех гонок шли в зачёт Мирового календаря UCI 2010. 

## Календарь
| №  | Дата              | Гонка                   | Победитель        | Индивидуальный зачёт                           | Командный зачёт                                | Национальный зачёт                             |
| -- | ----------------- | ----------------------- | ----------------- | ---------------------------------------------- | ---------------------------------------------- | ---------------------------------------------- |
| 1  | 19-24 января      | Тур Даун Андер          | Андре Грайпель    | не определялись см. Мировой календарь UCI 2010 | не определялись см. Мировой календарь UCI 2010 | не определялись см. Мировой календарь UCI 2010 |
| 2  | 22-28 марта       | Вуэльта Каталонии       | Хоаким Родригез   | не определялись см. Мировой календарь UCI 2010 | не определялись см. Мировой календарь UCI 2010 | не определялись см. Мировой календарь UCI 2010 |
| 3  | 28 марта          | Гент — Вевельгем        | Бернхард Айзель   | не определялись см. Мировой календарь UCI 2010 | не определялись см. Мировой календарь UCI 2010 | не определялись см. Мировой календарь UCI 2010 |
| 4  | 4 апреля          | Тур Фландрии            | Фабиан Канчеллара | не определялись см. Мировой календарь UCI 2010 | не определялись см. Мировой календарь UCI 2010 | не определялись см. Мировой календарь UCI 2010 |
| 5  | 5-10 апреля       | Тур Страны Басков       | Крис Хорнер       | не определялись см. Мировой календарь UCI 2010 | не определялись см. Мировой календарь UCI 2010 | не определялись см. Мировой календарь UCI 2010 |
| 6  | 18 апреля         | Амстел Голд Рейс        | Филипп Жильбер    | не определялись см. Мировой календарь UCI 2010 | не определялись см. Мировой календарь UCI 2010 | не определялись см. Мировой календарь UCI 2010 |
| 7  | 27 апреля - 2 мая | Тур Романдии            | Симон Шпилак      | не определялись см. Мировой календарь UCI 2010 | не определялись см. Мировой календарь UCI 2010 | не определялись см. Мировой календарь UCI 2010 |
| 8  | 6-13 июня         | Критериум Дофине        | Янез Брайкович    | не определялись см. Мировой календарь UCI 2010 | не определялись см. Мировой календарь UCI 2010 | не определялись см. Мировой календарь UCI 2010 |
| 9  | 12-20 июня        | Тур Швейцарии           | Фрэнк Шлек        | не определялись см. Мировой календарь UCI 2010 | не определялись см. Мировой календарь UCI 2010 | не определялись см. Мировой календарь UCI 2010 |
| 10 | 31 июля           | Классика Сан-Себастьяна | Луис Леон Санчес  | не определялись см. Мировой календарь UCI 2010 | не определялись см. Мировой календарь UCI 2010 | не определялись см. Мировой календарь UCI 2010 |
| 11 | 1-7 августа       | Тур Польши              | Дэниэл Мартин     | не определялись см. Мировой календарь UCI 2010 | не определялись см. Мировой календарь UCI 2010 | не определялись см. Мировой календарь UCI 2010 |
| 12 | 15 августа        | Ваттенфаль Классик      | Тайлер Фаррар     | не определялись см. Мировой календарь UCI 2010 | не определялись см. Мировой календарь UCI 2010 | не определялись см. Мировой календарь UCI 2010 |
| 14 | 22 августа        | Гран-при Плуэ           | Мэттью Госс       | не определялись см. Мировой календарь UCI 2010 | не определялись см. Мировой календарь UCI 2010 | не определялись см. Мировой календарь UCI 2010 |
| 13 | 17-24 августа     | Энеко Тур               | Тони Мартин       | не определялись см. Мировой календарь UCI 2010 | не определялись см. Мировой календарь UCI 2010 | не определялись см. Мировой календарь UCI 2010 |
| 15 | 10 сентября       | Гран-при Квебека        | Томас Фёклер      | не определялись см. Мировой календарь UCI 2010 | не определялись см. Мировой календарь UCI 2010 | не определялись см. Мировой календарь UCI 2010 |
| 16 | 12 сентября       | Гран-при Монреаля       | Роберт Гесинк     | не определялись см. Мировой календарь UCI 2010 | не определялись см. Мировой календарь UCI 2010 | не определялись см. Мировой календарь UCI 2010 |

## Итоговый рейтинг
Итоговые рейтинги не определялись. 